# Adolf Ratzka
Adolf Dieter Ratzka, född 20 november 1943 i Tjeckoslovakien (nuvarande Tjeckien, död 21 juli 2024 i Vårberg, var en tysk-svensk akademiker och företrädare för funktionsrättsrörelsen. Ratzka var aktiv i introduktionen av independent living i Sverige som banade vägen för Lagen om stöd och service till vissa funktionshindrade (LSS) 1994. Han var med och grundade Stil (Stiftarna av Independent Living i Sverige) 1984.
Adolf Ratzka drabbades sjutton år gammal av polio. Han var på sjukhus i fem år i brist på tillgänglighetsanpassade bostäder och personlig assistans. Under tiden på sjukhus läste han in gymnasiet. Lösningen kom 1966 då han fick en plats på UCLA i Kalifornien som finansierades av den bayerska delstaten. I USA hade funktionsrättsrörelsen etablerat sig och campusområdet var tillgänglighetsanpassat. Under tiden i USA kom Adolf Ratzka i kontakt med medborgarrättsrörelsen Independent Living.
Ratzka kom första gången till Sverige 1973 i samband med sin avhandling i företagsekonomi. Han studerade då på plats det svenska tomträttssystemet. När Ratzka kom till Sverige fanns inte personlig assistans utan personer med funktionsnedsättning fick hjälp av hemsamariter, helt utan någon möjlighet att själva bestämma vem som skulle komma. För honom var det en självklarhet att börja kämpa för de rättigheter man hade uppnått i Kalifornien. 
Hans idéer mötte hårt motstånd från handikapprörelsen, kommunalanställdas fackföreningar och politiker. Genom att anordna konferenser och skriva debattartiklar lyckades han skapa opinion. Organisationen STIL bildades och drev igenom ett pilotprojekt för personlig assistans. Pilotprojektet visade att personlig assistans där assistansanvändaren själv hade kontroll över sitt liv fungerade bättre än kommunal boendeservice. Independent Living-rörelsen spreds i Sverige och flera föreningar bildades. Lagen om stöd och service till vissa funktionshindrade, LSS, och Lagen om assistansersättning, LASS, röstades igenom av riksdagen den 5 maj 1993.
Ratzka var engagerad i Independent Living Institute. Han var den första personen i Sverige som fick möjlighet att anställa sina egna personliga assistenter tolv år före införandet av LSS.
Ratzka dog 21 juli 2024, 80 år gammal, efter en olycka under en skogspromenad. Han är gravsatt på Skogskyrkogården i Stockholm.